# Castello di Lombardia

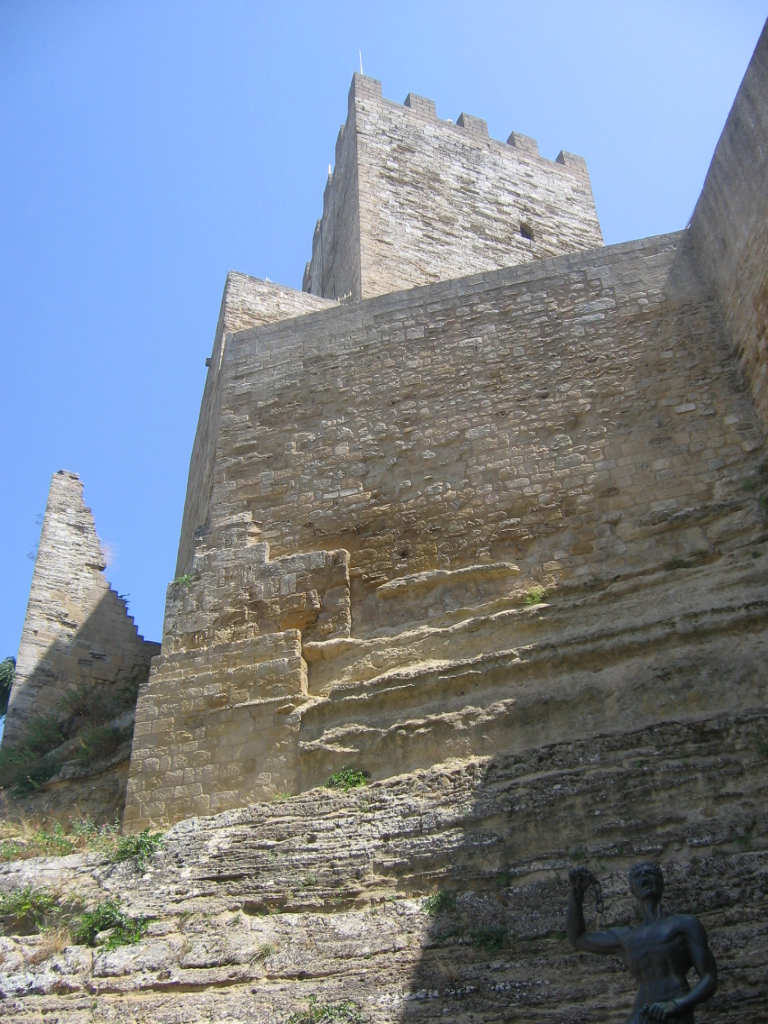
Das Kastell mit dem Torre Pisana

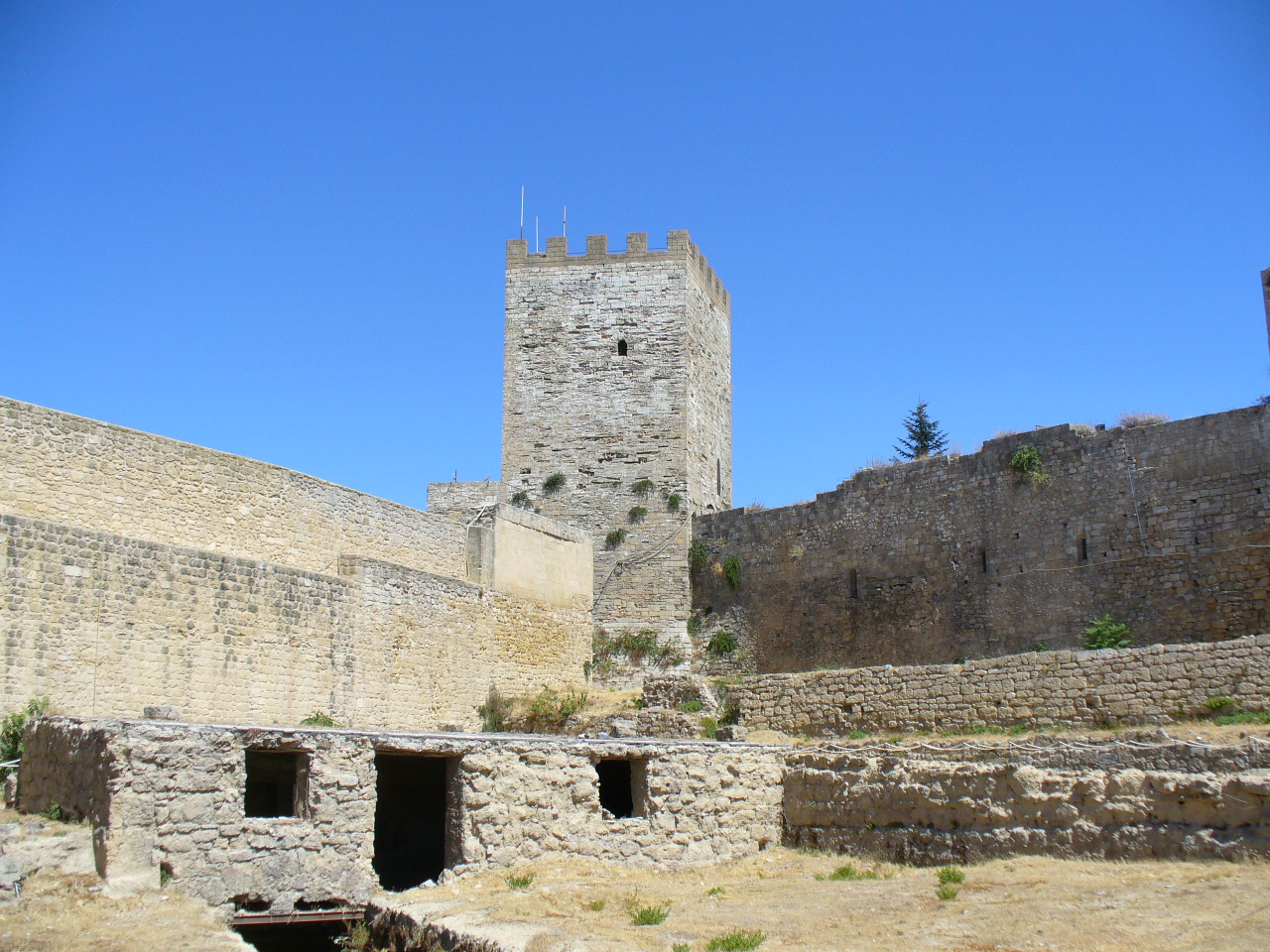
Innenhof des Kastells

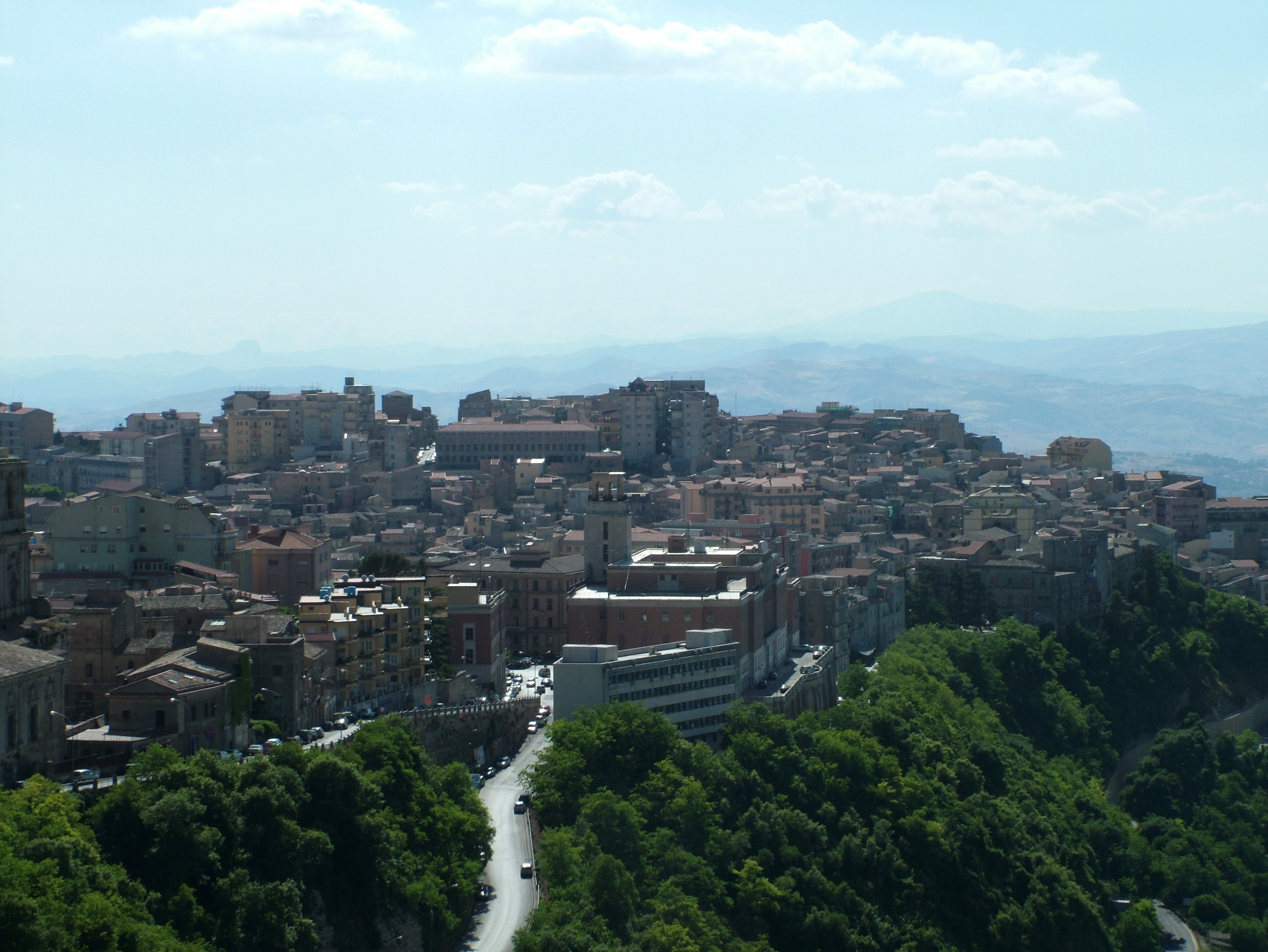
Blick vom Torre Pisana auf Enna

Das Castello di Lombardia ist ein Kastell in Enna auf Sizilien.

## Geschichte
Das Castello di Lombardia war eines der größten Kastelle Siziliens. Historiker schreiben Friedrich II. die Errichtung der Burg zu; gesichert ist das jedoch nicht. Das Kastell wurde auf den Ruinen einer arabischen Festungsanlage gebaut. Der Name stammt von Roger I., der hier lombardische Söldnertruppen befehligte.

## Das Kastell
Das Kastell liegt am Ortsrand von Enna auf einer Höhe von etwa 980 Metern über dem Meer. Es liegt auf einem Felsen; nur die westliche Seite ist zugänglich. Angreifer mussten so ungedeckt von Westen angreifen. 1232 richtete Friedrich II. hier einen Stützpunkt ein, um Aufrührer zu unterdrücken.
Die Burg umschließt eine Fläche von 27.000 m² und ist so eine der größten Europas. Von den ursprünglichen 20 Türmen stehen noch sechs. Die Innenhöfe sind alle erhalten; der größte Hof wird im Sommer als Freilichttheater genutzt. Von der Plattform des Torre Pisana, des höchsten Turms, hat man Aussicht auf das Ätnamassiv im Osten, die Monti Nebrodi und die Monti Madonie im Norden, auf den Lago di Pergusa und an klaren Tagen auf das Mittelmeer im Süden.
Im 14. Jahrhundert versuchten mächtige sizilianische Familien, darunter die Alagona und die Chiaramonte, diesen strategisch wichtigen Punkt in ihren Besitz zu bringen.

## Demeterfelsen
Am Fuß der Burg in nordöstlicher Richtung liegt der Demeterfelsen (Rocca di Cerere). Auf diesem Felsen befand sich in der griechischen Antike das Heiligtum der der Fruchtbarkeitsgöttin Demeter.